# Friedrich Justus Perels
Friedrich Justus Leopold Perels (né le 13 novembre 1910 à Berlin, mort le 23 avril 1945 dans la même ville) est un juriste et un résistant allemand au nazisme.

## Biographie
Friedrich Justus Perels est le deuxième des quatre enfants d'Ernst Perels et de son épouse Antonie Hermes. Son grand-père Ferdinand Perels est le fils d'un couple juif converti au protestantisme. Il étudie le droit à l'université de Heidelberg, notamment auprès de Gustav Radbruch.
En avril 1933, il réussit le concours d'auxiliaire de justice puis d'assesseur en 1936. Alors qu'il est auxiliaire, il est conseiller juridique de la Ligue d'urgence des pasteurs (de) et l'Église confessante, à laquelle il appartient. En 1936, il est avocat général et conseiller juridique de l'Église de l'union prussienne (de). Par ailleurs, il est l'avocat d'accusés par le régime nazi. Il est membre du cercle de Fribourg.
En 1940, il épouse Helga Kellermann ; en 1942 naît son fils Joachim.
Grâce à son ami Dietrich Bonhoeffer, il entre en contact avec la résistance autour de Hans von Dohnanyi et collabore avec lui. En 1941, Bonhoeffer et Perels rassemblent des documents sur la déportation des Juifs transmis à Dohnanyi par le général Ludwig Beck, afin de faire agir la résistance au sein de la Wehrmacht. En 1942, Perels participe à l'"Unternehmen Sieben" qui permet en 1942 la fuite de quatorze Juifs à l'étranger.
Après l'attentat du 20 juillet 1944, Perels est arrêté le 5 octobre 1944 pour non-dénonciation d'un coup d'État et activité avec l'Église confessante.
Le 2 février 1945, le Volksgerichtshof le condamne à la peine de mort. Justus Perels, Klaus Bonhoeffer, Rüdiger Schleicher et d'autres prisonniers sont déplacés de la prison de la Lehrter Strasse au palais du prince Albrecht dans la nuit du 22 au 23 avril 1945, un Sonderkommando du Reichssicherheitshauptamt exécute un grand nombre de résistants prisonniers.
Son père Ernst Perels meurt dans le cadre d'un Sippenhaft au camp de concentration de Flossenbürg.